# Nascita dei partiti politici russi alla fine del XIX secolo

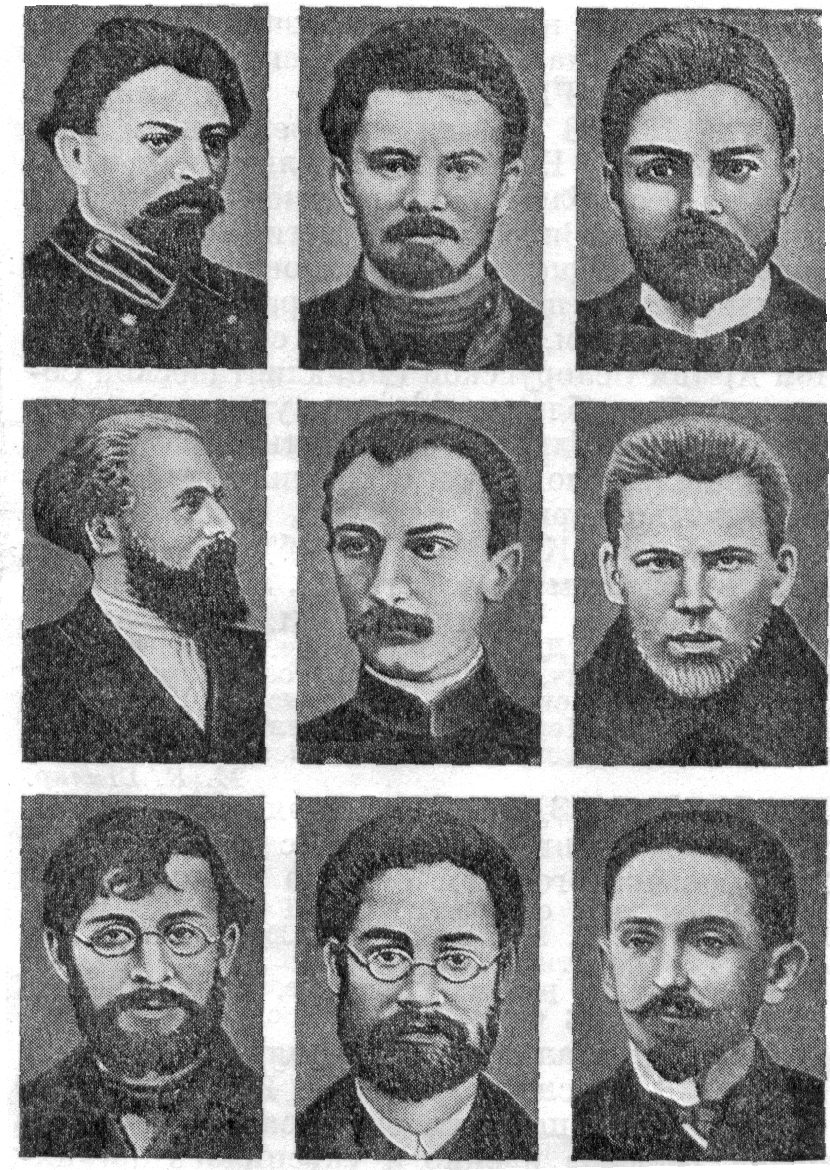
I nove fondatori del POSDR. Dall'alto a sinistra: Radčenko, Vannovskij, Tučapskij, Ejdel'man, Vigdorčik, Petrusevič, Mutnik, Kremer e Kac

Nell'ultimo decennio del XIX secolo lo sviluppo industriale della Russia portò ad un significativo incremento nelle dimensioni della borghesia urbana e del proletariato, preparando lo scenario per nuove dinamiche politiche e favorendo la nascita di veri e propri partiti politici.
Essendo le industrie o di proprietà dello stato o in mano a capitale straniero si generò l'anomala situazione di una borghesia relativamente debole e di un proletariato relativamente forte. La classe lavoratrice ed i contadini furono i primi a dotarsi di partiti che li rappresentassero, mentre la nobiltà e la ricca borghesia furono abbastanza timidi ad entrare nella politica attiva. La fine del secolo ed i primi anni del Novecento, caratterizzati dalle gravi condizioni di vita dei lavoratori, dalle alte tasse e dalla carestia, videro lo scoppio di numerosi scioperi e sollevazioni contadine. Tutto ciò stimolò la borghesia di varie nazionalità dell'impero ad ospitare lo sviluppo di differenti partiti, sia progressisti che conservatori.
Socialisti di diverse nazionalità formarono i propri partiti. I Polacchi di Russia che sopportavano male la russificazione delle loro terre, sia in campo amministrativo che in campo scolastico, fondarono il Partito Socialista Polacco a Parigi nel 1892 improntato ad un forte nazionalismo. L'obiettivo di questo partito era la riunificazione di tutti i territori polacchi a quel tempo sotto il controllo della Germania e dell'Austria-Ungheria oltre che della Russia. Nel 1897 all'interno della comunità ebraica venne costituito il Bund ("lega" o "unione"), un'organizzazione che divenne rapidamente popolare in Ucraina, Bielorussia, Lituania e nella Polonia russa.
Il Partito operaio socialdemocratico russo  (POSDR) venne fondato nel 1898 a Minsk raccogliendo l'eredità dell'Unione di lotta per l'emancipazione della classe operaia del 1895 unione che proseguiva l'opera del gruppo  L'emancipazione del lavoro costituito da Georgij Plechanov nel 1883. Partiti di analoga tendenza erano già nati all'interno di alcune nazionalità, come quelli Georgiani e Lettoni, che decisero di unirsi al partito russo, mentre altri, come i Finlandesi, decisero di mantenere la propria autonomia. Gli armeni, ispirandosi alle tradizioni rivoluzionarie sia russe che balcaniche, furono attivi in questo periodo sia in Russia che nell'Impero ottomano.
I musulmani residenti in Russia furono attratti dai movimenti panislamici e panturchi che si stavano sviluppando in Egitto e nell'Impero ottomano. Dalla fusione delle idee del vecchio populismo con quelle del socialismo urbano si formò il più consistente movimento radicale russo: il Partito Socialista Rivoluzionario, che combinò appunto le forme di propaganda del populismo con le attività terroristiche dei gruppi più estremisti. Lenin (Vladimir Il'ič Ul'janov) fu il più dotato politico russo dell'area socialista che si formò in quegli anni.
Giunto al marxismo dal populismo di Plechanov contribuì nell'ultimo decennio del XIX secolo a transitare molti intellettuali verso le idee di Karl Marx ed Friedrich Engels. Tra i fondatori dell'Unione di lotta per l'emancipazione della classe operaia fu esiliato in Siberia dal 1895 al 1899, dove assunse il nome di battaglia di Lenin, dal fiume siberiano Lena, egli fu un maestro nella tattica rivoluzionaria. Nel dicembre del 1900 fondò il quotidiano Iskra ("scintilla"). Nel suo libro Che fare?, scritto in preparazione del II congresso del Partito socialdemocratico russo, Lenin sviluppò una profonda critica allo spontaneismo che fino a quel momento aveva caratterizzato la politica dei progressisti russi, definendo le linee guida di quello che diventerà in seguito il Partito bolscevico ossia un'organizzazione rivoluzionaria fortemente organizzata.
Il II congresso del POSDR, che si svolse tra Bruxelles e Londra nell'estate del 1903, vide appunto la contrapposizione tra le tesi di Lenin e quelle di Julius Martov. più propenso a dare risalto allo spontaneismo del proletariato che alla rigida organizzazione rivoluzionaria proposta da Lenin. In seguito a questa discussione il partito si divise in due fazioni: quella bolscevica ("maggioranza") capeggiata da Lenin e quella menscevica ("minoranza") guidata da Martov. Le idee di Lenin sul partito rivoluzionario e sull'alleanza tra operai e contadini trovano le loro origini in Pëtr Nikitič Tkačëv e nel movimento Volontà del Popolo (Narodnaja Volja) come nelle opere di Marx ed Engels.
Alla fazione bolscevica aderirono subito giovani come Iosif Vissarionovič Džugašvili, detto Stalin e Nikolaj Bucharin che avranno grande importanza per la futura storia russa.